# Harry Warren
Harry Warren (24 de dezembro de 1893 – 22 de setembro de 1981) foi um compositor e letrista norte-americano. Um dos mais notáveis compositores de música popular dos Estados Unidos.

## Vida e carreira
Harry Warren, nasceu Salvatore Antonio Guaragna, de pais imigrantes italianos, nasceu em Brooklyn, Nova Iorque, em 24 de dezembro de 1893, o décimo primeiro dos doze filhos. Warren aprendeu sozinho a tocar vários instrumentos musicais, incluindo o acordeão e piano. Aos 15 anos, ele deixa a escola e teve o seu primeiro trabalho como baterista com a banda musical liderada por John Victor. Após servir a Marinha dos Estados Unidos na Primeira Guerra Mundial, Warren começou a escrever canções. Primeira música publicada de Warren foi "Rose of the Rio Grande", escrito em 1922 com Edgar Leslie e Ross Gorman.
Compôs mais de 300 canções populares para mais de 50 filmes de Hollywood. A carreira de Warren como compositor durou 59 anos e lhe rendeu três Oscars com as canções "Lullaby of Broadway" (1935), "You'll Never Know" (1940) e "On the Atchison, Topeka and the Santa Fe" (1946).
Algumas de suas composições famosas ao longo de sua carreira são: "September in the Rain", "Shuffle Off to Buffalo", "Chattanooga Choo Choo", "Down Argentine Way", "Serenade in Blue", "I Found a Million-Dollar Baby", "Boulevard of Broken Dreams", "Would You Like to Take a Walk", "You're My Everything", "I've Got a Gal in Kalamazoo", "You're Getting to Be a Habit With Me", "I Only Have Eyes for You", "I'll String Along With You", "At Last", "There Will Never Be Another You", "That's Amore", entre outros.
Harry Warren foi introduzido no Songwriters Hall of Fame em 1971.
Harry Warren faleceu na cidade de Los Angeles, interior do estado de Califórnia, em 22 de setembro de 1981. Ele tinha 87 anos.